# Lexus CT
Lexus CT — автомобіль компактного класу з гібридним приводом, що виробляються преміум-маркою Lexus компанії Toyota. Вперше представлений на Женевському автосалоні в 2010 році для європейського ринку. В основу Lexus CT ліг прототип Lexus LF-Ch, який дебютував на Франкфуртському автосалоні 2009 року.

## Опис

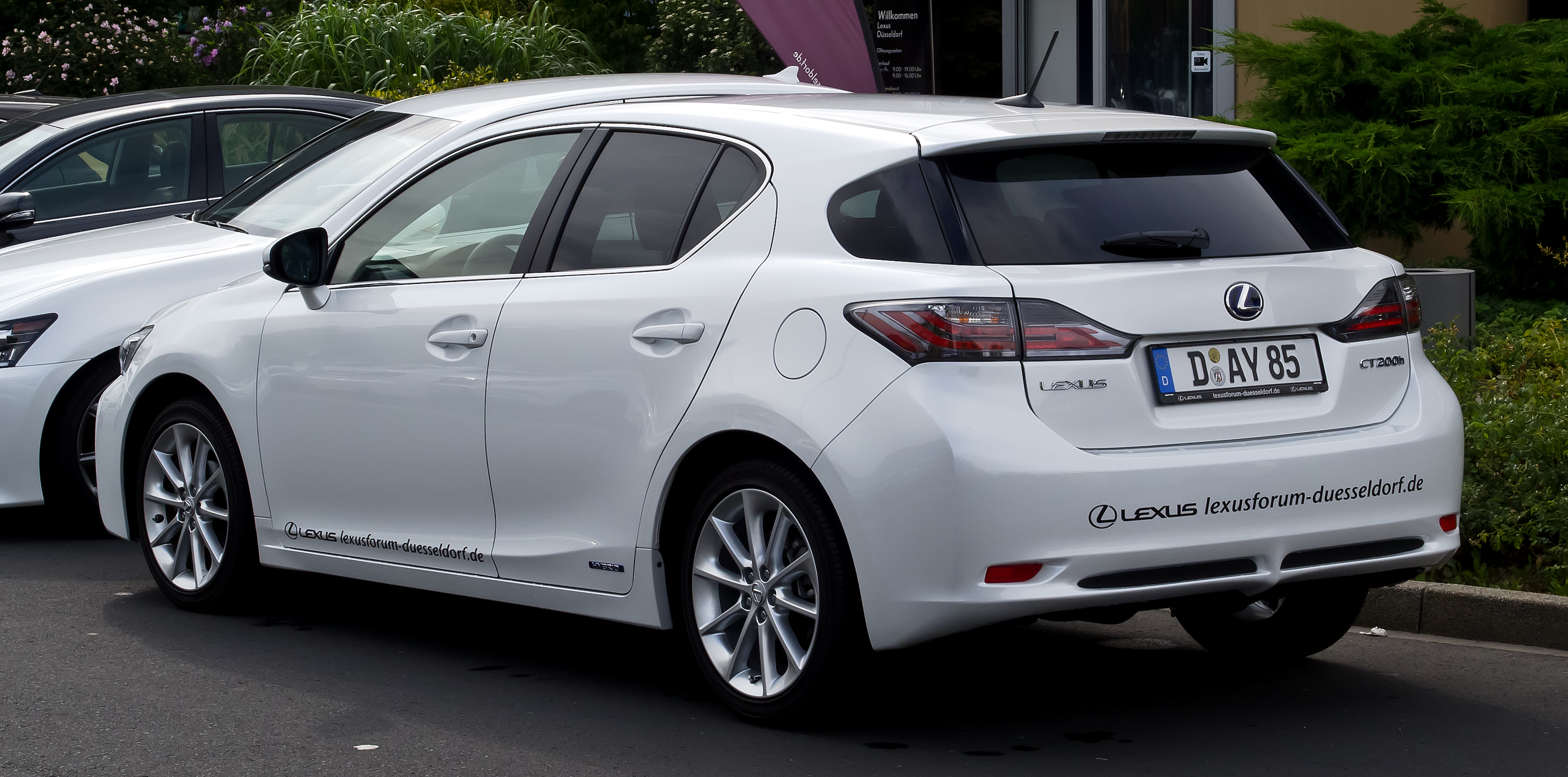
Lexus CT200h (2010-2014)

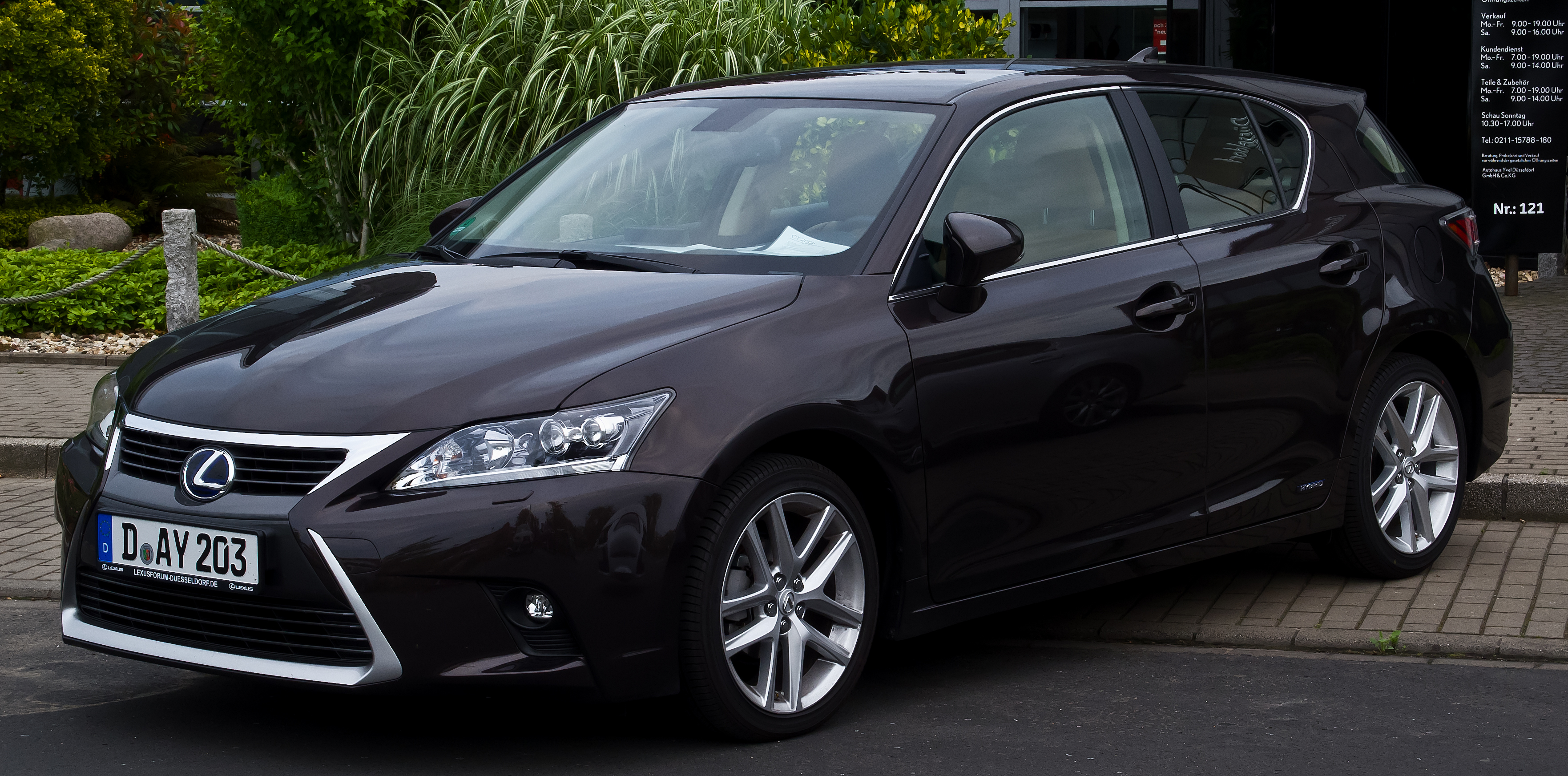
Lexus CT200h (2014-2017)

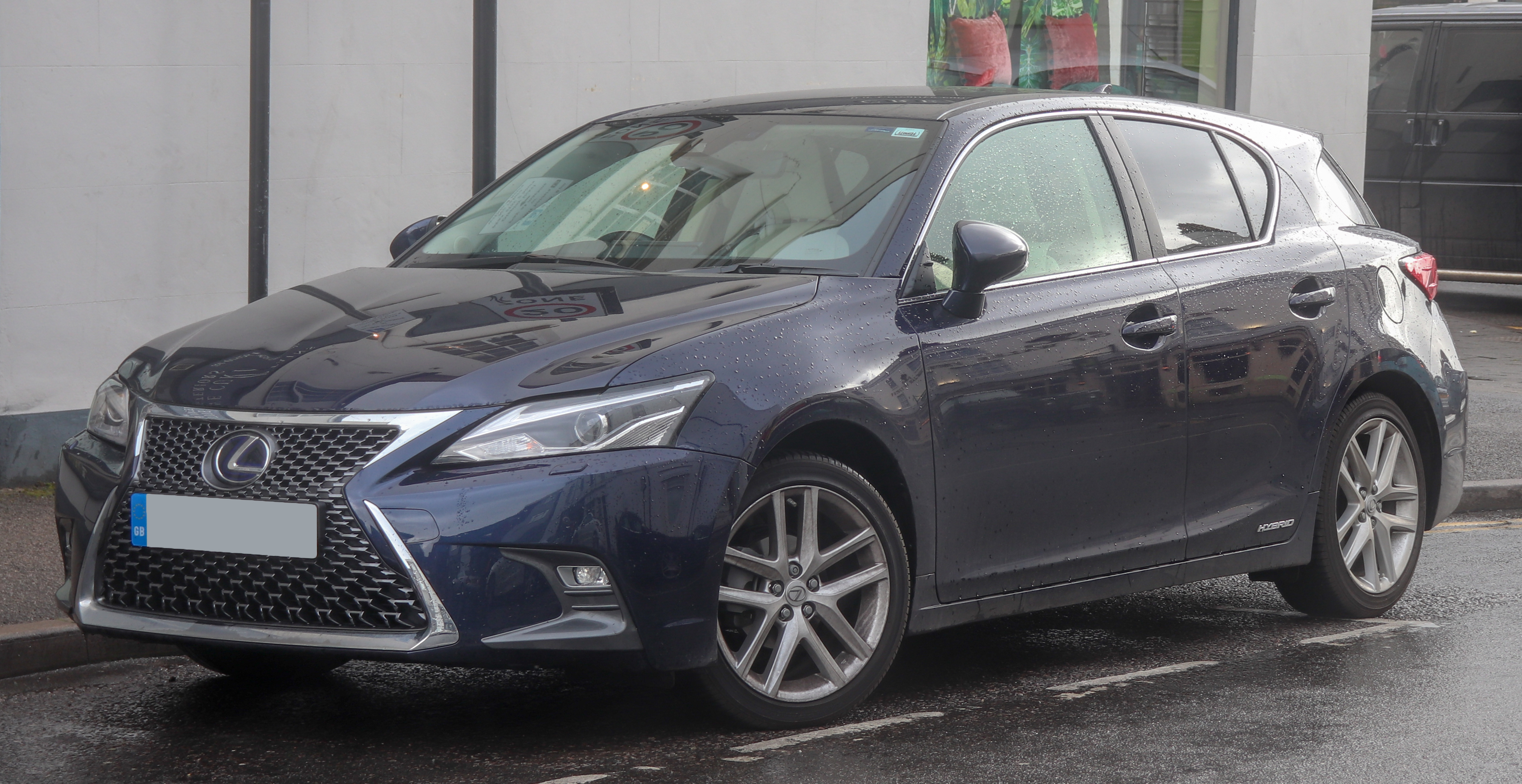
Lexus CT200h (з 2017)

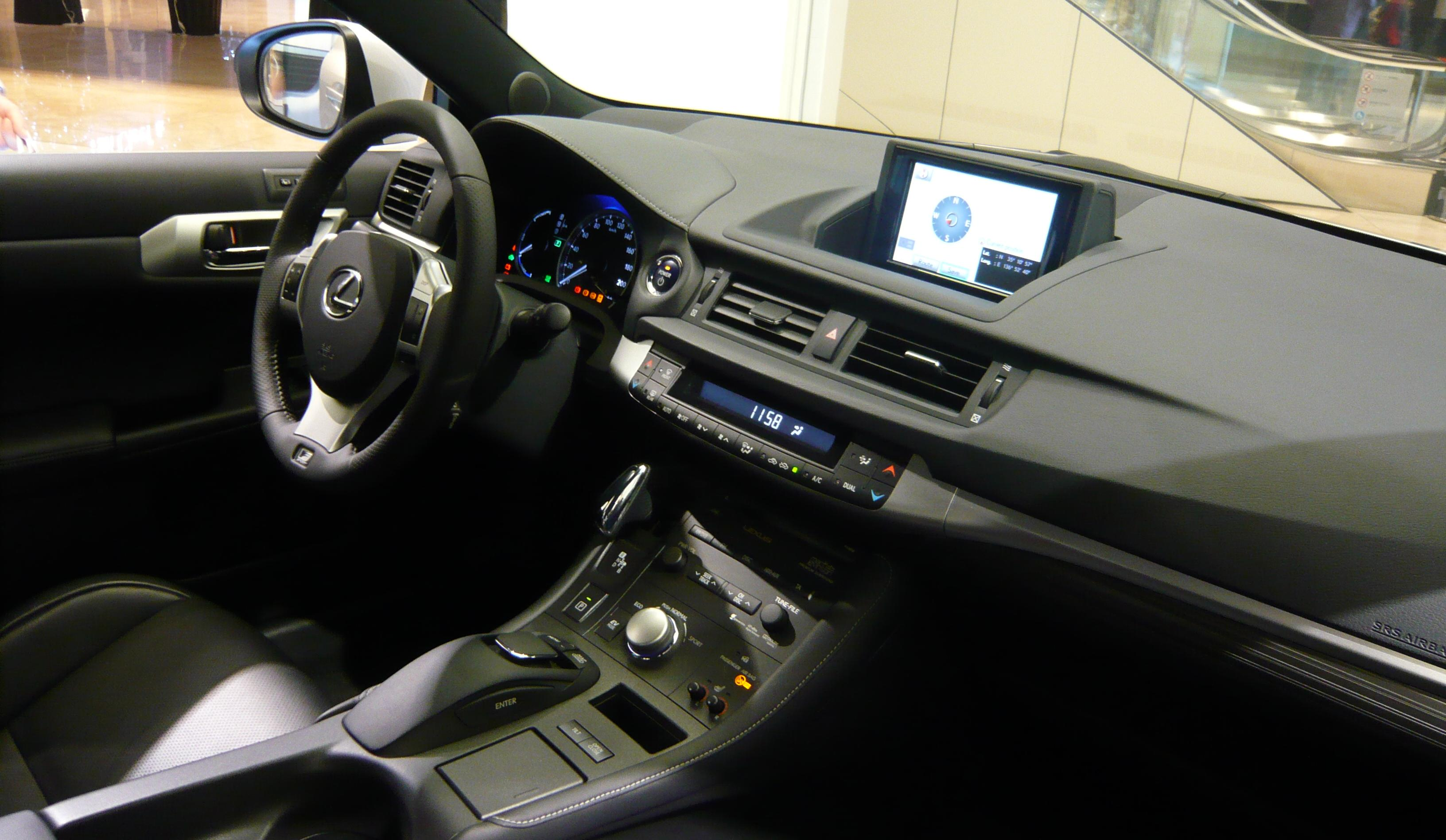
Салон

Виробництво CT 200h (заводський індекс ZWA10) почалося в кінці грудня 2010 року, незабаром після цього почалися Європейські продажі. Продажі в США почалися в березні 2011 року.
Інженери і дизайнери Лексуса зробили все можливе, щоб приховати риси Toyota Prius у зовнішньому вигляді СТ. Lexus CT виглядає досить спортивно, завдяки обтічній формі кузова, хромованим декоративним вставкам в екстер'єрі та подовженим прищуленим переднім фарам. Нижче основної решітки радіатора розміщується довгий, вузький повітрозабірник, з боків якого розміщені протитуманні фари. Задня частина автомобіля оснащена великими витягнутими фарами, а номерний знак втоплений в своєрідній ніші. Габарити хетчбека рівні: довжина - 4320 мм, ширина - 1765 мм, висота - 1430 мм. Автомобіль комплектується двигуном 1.8 л 2ZR-FXE I4 потужністю 99 к.с. (142 Нм) і електродивигуном потужністю 82 к.с. (207 Нм), разом 136 к.с.
Серед стандартних комплектуючих автомобіля виділяють: безключовий доступ, двозонний клімат-контроль, 10-позиційне водійське сидіння, аудіосистему з 6 динаміками, шкіряну обшивку рульового колеса, Bluetooth, супутникове радіо SiriusXM, передні сидіння з підігрівом, сенсорні двірники і люк на даху. Опціональні комплектуючі для Лексус СТ розподіляються за певними пакетами. Пакет «Seat Comfort» включає в себе: сидіння з підігрівом, електроприводне пасажирське сидіння. Пакет «F Sport» передбачає наявність спортивних елементів екстер'єру та більш жорсткої підвіски. До пакету «Navigation Package» входять: систему голосових команд, камеру заднього виду та екран навігаційної системи. Серед окремих опцій можна виділити: шкіряну обшивку, вікна з автоматичним затемненням, круїз-контроль і систему запобігання зіткнень.
CT було переглянуто навесні 2014 року. Зокрема, було змінено передню конструкцію та збільшено решітку радіатора. Тепер ззаду є повітрозабірники. Осінню 2017 року автомобіль отримав черговий косметичний ремонт. У цьому ж році продажі в США були припинені.
Восени 2020 року було оголошено, що CT також буде вилучено з програми в Європі.

## Технічні характеристики
| Тип двигуна                                                           | бензиновий, чотиритактний, працює за циклом Аткінсона                                                                    |
| Тип пального                                                          | бензин з октановим числом 95 або вище                                                                                    |
| Робочий об'єм, см³                                                    | 1798 |
| Кількість та розташування циліндрів                                   | 4, рядно |
| Клапанний механізм                                                    | 16-клапанний механізм з двома верхніми розподільними валами (DOHC) та электронною системою зміни фаз газорозподілу VVT-i |
| Діаметр циліндра та хід поршня, мм                                    | 80,5×88,3 |
| Ступінь стиснення                                                     | 13,0:1 |
| Максимальна потужність, к. с. при об./хв.                             | 99/5200 |
| Максимальна потужність, кВт при об./хв.                               | 73/5200 |
| Максимальний обертальний момент, Н•м при об./хв.                      | 142/2800—4400 |
| КОРОБКА ПЕРЕДАЧ                                                       | |
| Привод                                                                | на передні колеса |
| Тип коробки передач                                                   | варіатор з електронним керуванням                                                                                        |
| Передаточне число головної передачі                                   | 3,267 |
| ГІБРИДНИЙ ПРИВОД                                                      | |
| Максимальна потужність, к. с.                                         | 136 |
| Максимальна потужність, кВт                                           | 100 |
| ЕЛЕКТРОДВИГУН                                                         | |
| Тип двигуна                                                           | синхронний електродвигун змінного струму, з постійними магнітами                                                         |
| Максимальна потужність, кВт                                           | 60 |
| Максимальна потужність, к. с.                                         | 82 |
| Максимальний обертальний момент, Н•м                                  | 207 |
| СИЛЬНОСТРУМНИЙ АКУМУЛЯТОР                                             | |
| Тип                                                                   | нікель-метал-гідридний (Ni-MH)                                                                                           |
| Номінальна напруга, В                                                 | 202 |
| ШВИДКІСНІ ХАРАКТЕРИСТИКИ                                              | |
| Максимальна швидкість, км/год                                         | 180 |
| Розгін до 100 км/год, с                                               | 10,3 |
| Коефіцієнт лобового опору                                             | 0,29 |
| СПОЖИВАННЯ ПАЛЬНОГО                                                   | |
| Змішаний цикл, л/100 км                                               | 4,1 |
| Міський цикл, л/100 км                                                | 4,1 |
| Заміський цикл, л/100 км                                              | 4,0 |
| ЕКОЛОГІЧНІ ПОКАЗНИКИ                                                  | |
| Категорія екологічної безпеки                                         | EURO V |
| Вміст вуглекислого газу у відпрацьованих газах (міський цикл), г/км   | 94 |
| Вміст вуглекислого газу у відпрацьованих газах (заміський цикл), г/км | 93 |
| Вміст вуглекислого газу у відпрацьованих газах (змішаний цикл), г/км  | 94 |
| ДИСКИ ТА ШИНИ                                                         | |
| Розмір колісних дисків                                                | 16 дюймів |
| Розмір шин                                                            | 205/55 R16 |
| ПІДВІСКА                                                              | |
| Передня підвіска                                                      | незалежна, пружинна, типу «МакФерсон»                                                                                    |
| Задня підвіска                                                        | незалежна, на здвоєних паралельних важелях                                                                               |
| КЕРМОВЕ УПРАВЛІННЯ                                                    | |
| Тип                                                                   | шестерня та рейка, з електропідсилювачем                                                                                 |
| Передаточне число                                                     | 14,6 |
| Число обертів кермового колеса (від упора до упора)                   | 2,7 |
| Мінімальний радіус повороту по зовнішньому кутові кузова, м           | 5,6 |
| ГАЛЬМІВНА СИСТЕМА                                                     | |
| Гальма передні                                                        | дискові вентильовані |
| Гальма задні                                                          | дискові |
| МАСОГАБАРИТНІ ПАРАМЕТРИ                                               | |
| Повна маса автомобіля, кг                                             | 1845 |
| Маса у спорядженому стані, кг                                         | 1410-1465 |
| Довжина, мм                                                           | 4320 |
| Ширина, мм                                                            | 1765 |
| Висота, мм                                                            | 1440 |
| Колісна база, мм                                                      | 2600 |
| Паливний бак, л                                                       | 45 |
| Звис попереду, мм                                                     | 920 |
| Звис позаду, мм                                                       | 800 |
| Об'єм багажного відділення з піднятими спинками задніх сидінь, л      | 375 (до шторки багажника)                                                                                                |
| Об'єм багажного відділення з опущеними спинками задніх сидінь, л      | 985 (завантаження під самий дах)                                                                                         |

| Результати Краш-тесту          |                |
| Зірки в Euro NCAP з Краш-тесту |                |
| Пасажири                       | 94% (34 бали)  |
| Безпека дітей                  | 84% (41 балів) |
| Безпека пішоходів              | 55% (20 балів) |
| Активна безпека                | 86% (6 балів)  |

## Безпека
За результатами краш-тесту проведеного в 2011 році за методикою Euro NCAP Lexus CT200h отримав п'ять зірок за безпеку, що є дуже непоганим результатом. При цьому за захист пасажирів він отримав 34 бал, за захист дітей 41 бал, за безпеку пішоходів 20 балів, а за активну безпеку 6 балів.

## Продажі
| рік  | Канада | Японія           | Європа | США     |
| ---- | ------ | ---------------- | ------ | ------- |
| 2011 | 1,350* | 20,704[джерело?] | 16,980 | 14,381* |
| 2012 | 1,640  | 11,325[джерело?] | 15,599 | 17,673  |
| 2013 | 979    |                  | 9,406  | 15,071  |
| 2014 | 1,035  |                  | 10,340 | 17,673  |
| 2015 | 814    |                  | 10,235 | 14,657  |
| 2016 |        |                  |        | 8,903   |
| 2017 |        |                  |        | 4,690   |
| 2018 |        |                  |        | 4       |

*Продажі в Канаді та США почалися в березні 2011 року.